# Sylvia Sass
Sylvia Sass (ur. 12 lipca 1951 w Budapeszcie) – węgierska śpiewaczka operowa, sopran.

## Życiorys
Studiowała w Akademii Muzycznej im. Ferenca Liszta w Budapeszcie u Olgi Revghegyi. Zadebiutowała w 1971 roku na deskach opery w Budapeszcie jako Frasquita w Carmen Georges’a Bizeta. W 1972 roku w Sofii śpiewała partię Violetty w Traviacie Giuseppe Verdiego. W 1974 roku zdobyła II nagrodę (I nie przyznano) na Międzynarodowym Konkursie Muzycznym im. Piotra Czajkowskiego w Moskwie. W latach 1974–1975 występowała na festiwalu w Salzburgu. W 1976 roku w Covent Garden Theatre w Londynie śpiewała partię Giseldy w Lombardczykach Verdiego. W 1977 roku debiutowała w Metropolitan Opera w Nowym Jorku tytułową rolą w Tosce Giacomo Pucciniego. W 1978 roku tytułową rolą w Manon Lescaut Pucciniego debiutowała w mediolańskiej La Scali. W 1979 roku wystąpiła z recitalem w londyńskiej Wigmore Hall.
Jej repertuar obejmował role w operach W.A. Mozarta, Cherubiniego, Belliniego, Verdiego, Pucciniego, Straussa i Bartóka, wykonywała też partie oratoryjne i pieśni. W 1976 roku gościła w Teatrze Wielkim w Warszawie, śpiewając partię Violetty w Traviacie. Dokonała nagrań płytowych dla wytwórni Hungaroton, Decca i Philips.